# Winston Parks
Winston Antonio Parks Tifet (Limón, 12 de octubre de 1981) es un exfutbolista costarricense que jugaba como delantero.

## Selección nacional
Ha sido internacional con la Selección de fútbol de Costa Rica, con la que debutó en noviembre de 2001. Anteriormente ya había jugado en las categorías inferiores. Participó en la Copa Mundial de Fútbol Juvenil de 1999 y de 2001; en esta última marcó cuatro goles.

### Goles con selección nacional
| Gol | Fecha               | Sede                                      | Oponente  | Marcador | Resultado | Competencia  |
| --- | ------------------- | ----------------------------------------- | --------- | -------- | --------- | ------------ |
| 1.  | 17 de abril de 2002 | International Stadium Yokohama, Japón     | Japón     | 1 - 1    | 1 - 1     | Amistoso     |
| 2.  | 9 de junio de 2002  | Incheon Munhak Stadium, Corea del Sur     | Turquía   | 1 - 1    | 1 - 1     | Mundial 2002 |
| 3.  | 29 de marzo de 2003 | Estadio Alejandro Morera Soto, Costa Rica | Paraguay  | 2 - 0    | 5 - 1     | Amistoso     |
| 4.  | 4 de junio de 2004  | Estadio Ricardo Saprissa, Costa Rica      | Nicaragua | 2 - 0    | 5 - 1     | Amistoso     |
| 5.  | 4 de junio de 2004  | Estadio Ricardo Saprissa, Costa Rica      | Nicaragua | 4 – 0    | 5 - 1     | Amistoso     |
| 6.  | 1 de junio de 2010  | Estadio Tourbillon, Sion, Suiza           | Suiza     | 0 - 1    | 0 - 1     | Amistoso     |

### Participaciones en Copas del Mundo
| Mundial              | Sede                | Resultado    |
| -------------------- | ------------------- | ------------ |
| Mundial Juvenil 1999 | Nigeria             | 8° de final  |
| Mundial Juvenil 2001 | Argentina           | 8° de final  |
| Mundial 2002         | Corea del Sur Japón | Primera fase |

## Clubes
| Club                | País            | Año         | Partidos | Goles |
| ------------------- | --------------- | ----------- | -------- | ----- |
| AD Limonense        | Costa Rica      | 1999 - 2001 | 20       | 12    |
| Udinese             | Italia          | 2001 - 2002 | 15       | 2     |
| Ascoli (Cedido)     | Italia          | 2002        | 16       | 4     |
| FC Lokomotiv        | Rusia           | 2002 - 2006 | 36       | 12    |
| FC Saturn (Cedido)  | Rusia           | 2003 - 2004 | 11       | 3     |
| FC Slovan Liberec   | República Checa | 2006 - 2007 | 17       | 1     |
| Alajuelense         | Costa Rica      | 2007 - 2008 | 28       | 3     |
| FC Timişoara        | Rumania         | 2008        | 49       | 6     |
| FK Khazar Lenkoran  | Azerbaiyán      | 2008 - 2010 | 25       | 8     |
| FK Baku             | Azerbaiyán      | 2010 - 2013 | 30       | 9     |
| Uruguay de Coronado | Costa Rica      | 2013        | 5        | 1     |
| AD Limonense        | Costa Rica      | 2013 - 2014 | 13       | 12    |
| Santos de Guápiles  | Costa Rica      | 2015 - 2016 | 4        | 3     |